# 白脸角鸮属
白臉角鴞屬（學名：Ptilopsis）在生物分類學上是鳥綱鴞形目鴟鴞科下的一個屬，包含以下兩個物種：
- 白臉角鴞 Ptilopsis leucotis
- 南白臉角鴞 Ptilopsis granti